# 11:11 (album de Rodrigo y Gabriela)
11:11 este cel de-al treilea album de studio al formației Rodrigo y Gabriela, lansat în întreaga lume între 2 septembrie și 8 septembrie 2009 la casa de discuri independentă Rubyworks.
Alături de cei doi membri ai formației cântă și Strunz & Farah (Master Maqui) și Alex Skolnick (Atman).
Fiecare dintre cele 11 piese ale albumului este dedicată câte unui muzician sau unei formații. Toate cântecele sunt compuse de cei doi.

## Lista de cântece
| Nr. | Titlu         | Dedicație pentru | Durată |
| --- | ------------- | ---------------- | ------ |
| 1   | Hanuman       | Carlos Santana   | 3:43   |
| 2   | Buster Voodoo | Jimi Hendrix     | 4:24   |
| 3   | Triveni       | Le Trio Joubran  | 3:55   |
| 4   | Logos         | Al Di Meola      | 2:50   |
| 5   | Santo Domingo | Michel Camilo    | 4:02   |
| 6   | Master Maqui  | Paco de Lucía    | 5:05   |
| 7   | Savitri       | Shakti           | 3:46   |
| 8   | Hora Zero     | Ástor Piazzolla  | 5:24   |
| 9   | Chac Mool     | Jorge Reyes      | 1:51   |
| 10  | Atman         | Dimebag Darrell  | 5:50   |
| 11  | 11:11         | Pink Floyd       | 4:49   |

## Poziția în clasamente muzicale
| Clasament                      | Poziția cea mai înalta |
| ------------------------------ | ---------------------- |
| Belgium Albums Chart (Flandra) | 12                     |
| Belgium Albums Chart (Valonia) | 27                     |
| French Albums Chart (Franța)   | 20                     |
| Swiss Albums Chart (Elveția)   | 55                     |
| UK Albums Chart (Regatul Unit) | 46                     |